# Liste der diplomatischen Vertretungen in Malta

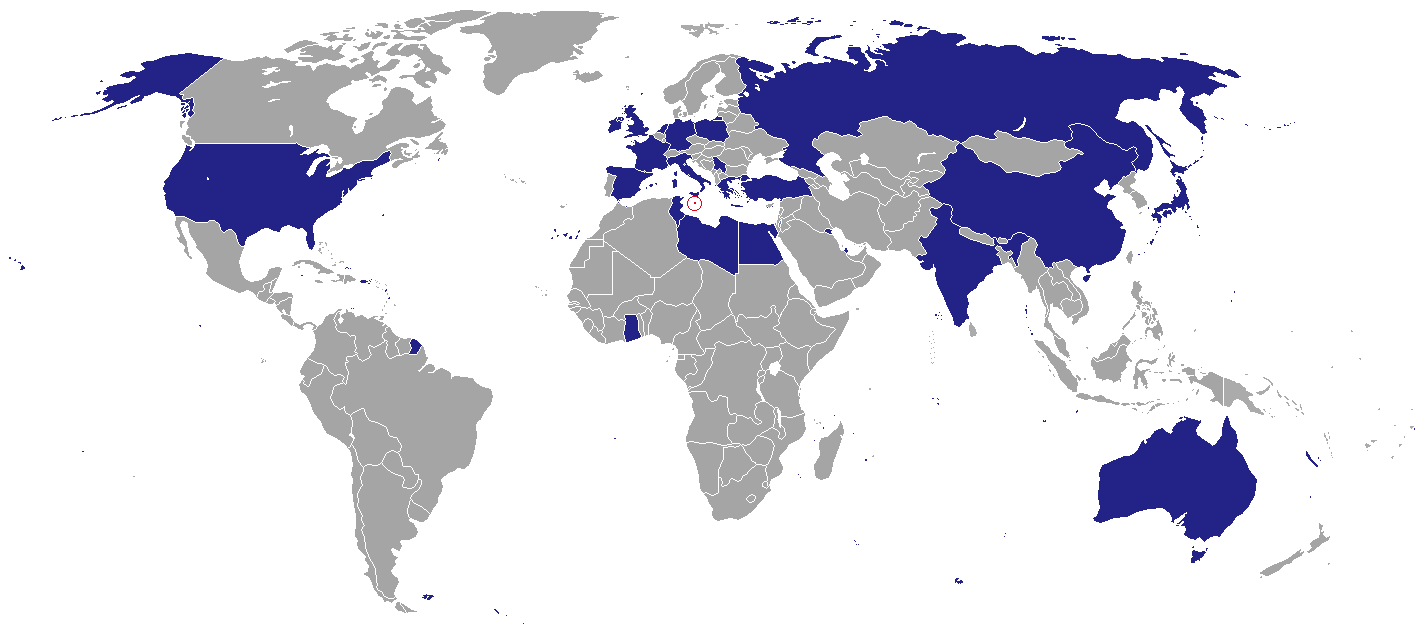
Staaten mit einer Botschaft in Malta

Die Liste der diplomatischen Vertretungen in Malta führt Botschaften auf, die im 
europäischen Staat Malta eingerichtet sind.

## Botschaften in Valletta
In Maltas Hauptstadt Valletta sind 20 Botschaften eingerichtet (Stand 2019).

### Staaten
| - Ägypten: Botschaft - Australien: Botschaft - Deutschland: Botschaft - Frankreich: Botschaft - Ghana: Hohe Kommission - Griechenland: Botschaft - Indien: Hohe Kommission - Irland: Botschaft - Italien: Botschaft - Katar: Botschaft - Kuwait: Botschaft - Libyen: Botschaft | - Malteserorden: Botschaft - Niederlande: Botschaft - Palästina: Botschaft - Russland: Botschaft - Spanien: Botschaft - Tunesien: Botschaft - Türkei: Botschaft - Vereinigtes Königreich: Hohe Kommission - Vereinigte Staaten: Botschaft - Volksrepublik China: Botschaft |

### Vertretungen Internationaler Organisationen
- Malteserorden: Botschaft
- Vatikanstadt: Botschaft